# روب فينويك
روب فينويك (بالإنجليزية: Robert Fenwick) هو عالم بيئة نيوزيلندي، ولد في 5 مايو 1951 في أوكلاند في نيوزيلندا.